# Robert VI. (Auvergne)
Robert VI. († 1314) war ein Graf von Auvergne und Boulogne. Er war ein Sohn des Grafen Robert V. und der Eleonore de Baffie. Er folgte seinem 1280 verstorbenen Bruder Wilhelm XI. nach.
Robert nahm an der Seite König Philipps IV. am Krieg gegen die Flamen teil. Dabei kämpfte er 1297 in der siegreichen Schlacht von Veurne, aber auch 1302 in der desaströsen Schlacht der goldenen Sporen, zu deren wenigen Überlebenden er zählte.
Seit 1279 war er verheiratet mit Beatrix, einer Tochter des Faucon III. von Montgascon. Ihr Sohn war Robert VII. († 1325)

## Quelle
- Extraits de la Chronique attribuée a Jean Desnouelles, abbé de Saint-Vincent de Laon, in: Recueil des Historiens des Gaules et de la France 21 (1840), S. 185 und 191

| Vorgänger   | Amt                                           | Nachfolger  |
| ----------- | --------------------------------------------- | ----------- |
| Wilhelm XI. | Graf von Auvergne Graf von Boulogne 1280–1314 | Robert VII. |

| Personendaten    | Personendaten                  |
| ---------------- | ------------------------------ |
| NAME             | Robert VI.                     |
| ALTERNATIVNAMEN  | Robert VI. von Auvergne        |
| KURZBESCHREIBUNG | Graf von Auvergne und Boulogne |
| GEBURTSDATUM     | 13. Jahrhundert                |
| STERBEDATUM      | 1314                           |